# Travail d'intérêt général
Pour les articles homonymes, voir TIG.
Un travail d’intérêt général (TIG) est une peine infligée en réparation. Le TIG est effectué par une personne ou un groupe de personnes au bénéfice de la sphère publique et de ses institutions. Le terme peut aussi désigner une action bénévole communautaire (travaux d’utilité publique ou travaux d’utilité collective), en particulier aux États-Unis et au Canada.

## Selon les pays

### États-Unis

#### Universités: le service communautaire
De nombreuses universités font du service communautaire - en anglais : community service - une exigence officieuse pour être accepté. Toutefois, quelques-unes préfèrent une expérience professionnelle dans le service de la communauté, et d'autres exigent que leurs étudiants réalisent un certain nombre d'heures de TIG bénévole pour obtenir leur diplôme. Certaines écoles proposent également des cours spéciaux de services communautaires et octroient de crédits aux étudiants qui les suivent.
En plus du service de l'apprentissage que l'étudiant réalise en passant du temps pour la communauté, un élément de « réflexion » lie l'ensemble, selon Janet Eyler. Les étudiants apprennent souvent efficacement et ont tendance à appliquer ce qu'ils ont appris. Lors du TIG, les étudiants apprennent à connaître de vraies personnes dont les vies sont affectées par ces questions, d'où le fait qu'ils se reposent de nouvelles questions alimentant la réflexion. Ainsi, les étudiants sont intéressés et motivés à apprendre afin de résoudre leurs questions.

### France
En France, le travail d'intérêt général est une peine alternative qui consiste en un travail non rémunéré, d'une durée comprise entre 20 et 400 heures, que la personne condamnée doit effectuer au profit d'un organisme agissant dans l'intérêt collectif : collectivité publique, association, entreprise chargée d'une mission de service public ou de l'économie sociale et solidaire.
L'agence du travail d'intérêt général et de l'insertion professionnelle, placée sous la compétence du Ministère de la Justice, assure le développement de cette alternative à la prison. Prononcée par le tribunal, la peine est mise en œuvre par les services pénitentiaires d'insertion et de probation (SPIP) ou par la protection judiciaire de la jeunesse (PJJ) si la personne est mineure.

### Allemagne
En Allemagne, le travail d'intérêt général ne peut pas être imposé comme peine principale ou en complément. Il est toutefois possible pour un condamné qui ne peut pas payer une amende d'effectuer un travail d'intérêt général à la place d'une contrainte judiciaire. En allemand on appelle cela le Freie Arbeit. Selon le Land, quatre à six heures de travail doivent être effectuées par jour de peine privative de liberté. Le travail doit être effectué dans des établissements publics ou sociaux.

### Suisse
Les peines d'emprisonnement et les reliquats de peine ne dépassant pas six mois ainsi que les peines et amendes peuvent être purgés sous forme de travail d'intérêt général. Quatre heures de travail d'intérêt général correspondent à un jour d'emprisonnement (ou l'équivalent).

## Travail d'intérêt général dans la culture
Dans Misfits, de jeunes adultes réalisent leurs travaux d'intérêt général pour des raisons diverses tout au long de cette série télévisée britannique.